# Namanga
Namanga és una ciutat kenyana de la província de Rift Valley. Està a la frontera amb Tanzània. L'activitat més important de la ciutat és el turisme. Des de Namanga es pot veure el Kilimanjaro.